# Arne Treholt
Arne Treholt (Brandbu, 13 de diciembre de 1942 - Moscú, 12 de febrero de 2023) fue un político y espía noruego que fue condenado a veinte años de prisión por traición y espionaje por espiar para la Unión Soviética contra Noruega durante la Guerra Fría como agente de la KGB.

## Biografía
Antes de su arresto en 1984, fue sucesivamente periodista, político del Partido Laborista noruego y funcionario del Ministerio de Relaciones Exteriores de Noruega, mientras trabajaba en secreto para la KGB. Treholt proporcionó a la Unión Soviética información sobre los planes de defensa noruegos para el norte de Noruega en caso de una invasión soviética, debilidades materiales en las Fuerzas Armadas noruegas, planes de movilización, información sobre cómo sacar a los soldados noruegos de manera más efectiva, planes de emergencia noruegos, la ubicación del equipo almacenado de la OTAN en Noruega, y las actas de la reunión del Primer Ministro y el ministro de Relaciones Exteriores. Se descubrió que Treholt poseía una cuenta bancaria secreta en Suiza con una cantidad ilícita sustancial. El espionaje de Treholt es generalmente visto como el caso de espionaje más serio en la historia moderna de Noruega. Después de su arresto, Treholt fue descrito como "el mayor traidor a Noruega desde Quisling".  El caso Treholt fue el último caso importante de espionaje en Noruega durante la Guerra Fría, después del caso anterior Haavik, el caso Høystad y el caso Sunde.
Treholt fue arrestado en 1984 y sentenciado a 20 años de prisión al año siguiente, de los cuales cumplió nueve en una prisión de máxima seguridad. Su liberación anticipada se concedió en 1992 sobre la base de alegaciones de mala salud. Después de su liberación de la prisión, Treholt se mudó a Rusia, donde comenzó una empresa junto con un ex general de la KGB. Treholt ocasionalmente estuvo activo en el debate público, y los medios noruegos lo han acusado de promover la propaganda rusa. Después de la invasión rusa de Ucrania en 2022, Treholt y el politólogo Glenn Diesen escribieron un artículo que afirmaba que Rusia tiene "intereses legítimos y necesidades de seguridad" y afirmaba que Rusia fue demonizada injustamente. El editor de asuntos exteriores del Aftenposten, Kjell Dragnes, escribió que Treholt y Diesen promovieron la propaganda rusa.